# Piper minus
Piper minus är en pepparväxtart som beskrevs av K. Schum. & Lauterb.. Piper minus ingår i släktet Piper och familjen pepparväxter. Inga underarter finns listade i Catalogue of Life.